# 러시아 사회정의연금당
러시아 사회정의연금당(러시아어: Российская партия пенсионеров за социальную справедливость)은 줄여서 러시아 연금당(러시아어: Партия пенсионеров)은 러시아에서 연금 수급자들의 권리를 위해 창당된 정당이다. 연금을 수급하는 노년층을 지지기반으로 한다.
1997년 연급 수급자당으로 창당되었다. 2006년 새로 창당된 공정 러시아에 참여하며 해체되었으나 2012년 다시 분리 결성되었다.